# Blue Exorcist
Ao no Exorcist (青のエクソシスト lit. Exorcista azul?), también conocida como Blue Exorcist, es una serie de manga de acción y sobrenatural escrita e ilustrada por Kazue Katō. Ha sido serializada en la revista Jump Square de la editorial Shūeisha desde el 4 de abril de 2009. Hasta la fecha, el manga ha compilado un total de treinta y dos volúmenes en formato tankōbon. Un one-shot predecesor del manga, titulado Miyama-Uguisu Yashika Jiken, también fue publicado por Jump Square en 2008. La historia gira en torno a Rin Okumura, un adolescente que descubre que él y su hermano gemelo, Yukio, son hijos de Satanás. 
Un spin-off centrado en el hermano de Rin, Yukio, Salaryman Futsumashi Okumura Yukio no Aishu (サラリーマン祓魔師奥村雪男の哀愁 lit. Exorcista asalariado: Los dolores de Yukio Okumura?), también escrito por Katō e ilustrado por Sasaki, es publicado desde octubre de 2013. El manga fue adaptado a una serie de anime por el estudio de animación A-1 Pictures en 2011, así como también a una adaptación cinematográfica en diciembre de 2012. Una segunda temporada, Ao no Exorcist: Kyoto Fujōō Hen, fue estrenada el 6 de enero de 2017.
En la edición de enero de 2017 de Jump SQ, fueron anunciados nuevos formatos y adaptaciones de la obra. Con el 18.º tomo del manga saldrá un CD drama que adaptará una de las historias de la tercera novela Ao no Exorcist: Bloody Fairy Tale. El nombre del mismo será Money, Money, Money y contará con el mismo reparto que la serie de anime, sumándose al mismo Kumiko Nakane en el rol de "Obachan". Con el 19.º tomo del manga, el cual fue lanzado el 4 de abril de 2017, salió un DVD con un episodio no emitido continuando con la trama de la temporada Kyoto Fujōō Hen.
Un OVA fue lanzado el 4 de octubre de 2017 junto con el 20.º volumen del manga. Dicho episodio adaptó la historia Ao no Exorcist: Spy Game escrita por Aya Yajima. Esta historia se centra en Renzo Shima.

## Argumento
La historia se centra en Rin Okumura, un joven de quince años quien junto con su hermano gemelo, Yukio, fue criado en una iglesia por el padre Shiro Fujimoto, un exorcista. Un día, Rin descubre que él y Yukio son hijos de Satanás y que este tiene intenciones de llevarlos con él al Infierno. Tras ser testigo de la muerte de Shiro, Rin desenvaina a Kurikara, una espada que contiene almacenados en su interior sus poderes demoníacos. A partir de ese momento, Rin no solo adquiere características demoníacas, como colmillos y una cola, sino también el poder de producir llamas azules que destruyen casi cualquier cosa que toca.
Rin desea convertirse en un exorcista como Shiro, con el objetivo de ser más fuerte y así poder derrotar a Satanás. Se inscribe en la prestigiosa Academia Vera Cruz de exorcistas, la cual en realidad es la rama japonesa de una organización internacional dedicada a proteger el reino de los humanos, Assiah, del reino de los demonios, Gehena. Para su sorpresa, descubre que Yukio es en realidad un exorcista veterano y también uno de sus profesores en la academia. Así comienza el viaje de Rin para convertirse en un exorcista, acompañado de su hermano y sus compañeros.

## Producción
Inspirada por la película The Brothers Grimm, Katō trató de idear una historia donde unos hermanos lucharan contra monstruos. Buscando acercarse a un público adolescente, le dio vueltas a la historia y acabó simplificándola, al estructurarla en un enfrentamiento entre exorcistas y demonios. Debido a que los exorcistas son el tema principal de la historia, el manga cuenta con muchas referencias bíblicas. En una entrevista con Anime News Network, Katō dijo que «no debería huir de estas referencias si estoy trabajando en el género exorcista».

## Personajes

### Principales
Rin Okumura (奥村 燐 Okumura Rin?)
Seiyū: Nobuhiko Okamoto, Akeno Watanabe (joven), Bryce Papenbrook (Inglés), Alan Fernando Velázquez (español latino)
Es el protagonista principal de la historia. Es hijo de una mujer humana llamada Yuri Egin y Satanás, de quien ha heredado sus poderes. Cuando nació, sus poderes fueron sellados en una espada llamada Kurikara —algunas veces también llamada Koumaken—, gracias a lo cual Rin pudo vivir una vida normal durante sus primeros quince años. Sin embargo, descubre su verdadera identidad cuando en un altercado con un demonio le brotan llamas azules en su cuerpo, las cuales Kurikara ya no puede sellar. Tras eso, Satanás viene por Rin para llevarlo con él al mundo de los demonios, acto en el que muere el sacerdote Fujimoto en manos de este. En el funeral, se encuentra por primera vez con el exorcista Mephisto Pheles, quien le da a escoger entre enfrentar a todos o morir. Ante esa pregunta, Rin responde que desea convertirse en un exorcista para así acabar con Satanás. Desde ese momento, ingresa en la Academia Cruz Verdadera con el objetivo de convertirse en el mejor de los exorcistas. 
Yukio Okumura (奥村 雪男 Okumura Yukio?)
Seiyū: Jun Fukuyama, Johnny Yong Bosch (Inglés), Javier Olguín (español latino)
Es el hermano gemelo de Rin. Este, al contrario de su hermano, no ha heredado los poderes demoníacos de Satanás debido a que su cuerpo era demasiado débil en el vientre materno. Al nacer, Yukio recibió un mashou —herida espiritual— de Rin, lo que permitió que pudiese ver demonios desde pequeño. Desde los siete años fue entrenado en secreto con el objetivo de convertirse en un exorcista y así poder proteger a su hermano. A pesar de que Yukio y Rin están en su primer año de estudios en la Academia Cruz Verdadera, Yukio es maestro de farmacología anti-demonios en la clase de este último. Habitualmente se dice que Yukio es un genio ya que con quince años de edad posee dos títulos «Meister», uno de dragón y otro de doctor. A diferencia de Rin, Yukio no ha presentado ningún poder demoníaco, lo cual por una parte lo tiene acomplejado (aunque él no lo acepte), puesto que sus habilidades de combate son muy limitadas comparadas con las de su hermano, aunque se ha dado a entender que tiene alguna clase de poder en los ojos.
Shiemi Moriyama (杜山 しえみ Moriyama Shiemi?)
Seiyū: Kana Hanazawa, Christine Marie Cabanos (Inglés), Desireé González (español latino)
Shiemi es la compañera de clases y amiga de Rin, quien antes de conocerlo, pasaba sus días cuidando de un jardín que le dejó su difunta abuela. Su madre trabaja en un almacén de productos para exorcistas. Cuando se encuentra con Rin y Yukio, estos descubren que Shiemi no puede caminar y cada vez tiene menos energía a causa de un demonio. Luego de exorcizarlo, Shiemi entra en la escuela de exorcistas. Más tarde, se descubre que tiene talento para convertirse en una domadora de demonios debido a que consigue invocar a un espíritu —Green Man— durante una clase, el cual se vuelve su compañero desde entonces y tiene la capacidad de producir productos curativos. Ha demostrado tener valentía, y también el deseo de mejorar y ser fuerte. Su intención de convertirse en "Meister Doctor". 
Ryuji Suguro (勝呂 竜士 Suguro Ryuji?)
Seiyū: Kazuya Nakai, Kyle Hebert (Inglés), Óscar Rangel (español latino)
Ryuji, apodado Bon, es el chico prodigio de la clase y el principal rival de Rin. Es inteligente y muy audaz. Desciende de una familia del Templo Maldito, el cual fue destruido cuando era pequeño a causa de las llamas azules de Satanás, a este suceso se le llamó la "Noche Azul". Bon, al contrario de Rin, se toma todo muy en serio conseguir su objetivo de acabar algún día con Satanás y reconstruir su templo. 
Izumo Kamiki (神木 出雲 Kamiki Izumo?)
Seiyū: Eri Kitamura, Kira Buckland (Inglés), Paola García (español latino)
Es una de las mejores estudiantes de la academia y, al ser consciente de ello, por lo general mantiene una actitud algo arrogante. Disfruta ofendiendo a los demás excepto a Paku, su mejor amiga —más tarde, Paku abandona la academia—. A pesar de su compleja personalidad, se preocupa por sus compañeros. A lo largo de la historia cambia su actitud y comienza a ser más amable con todos, incluido con Shiemi, con quien desarrolla una gran amistad. Puede convocar a los espíritus de dos zorros. Es la única que no sintió miedo al enterarse de que Rin era hijo de Satanás, y al contrario ofreció su ayuda, mencionando que muchos exorcistas provenían de la mezcla de un humano y un demonió, volviéndose algo bastante común. Esto motivó a que Rin le diera las gracias, llamándola por su nombre por primera vez, ya que la suele llamar por su apodo "Miss Cejas".
Renzo Shima (志摩 廉造 Shima Renzō?)
Seiyū: Kōji Yusa, Brian Beacock (Inglés), Ángel Contreras (español latino)
Renzo es un personaje despreocupado pero temible. Es leal a Bon y Konekomaru, debido a que creció con ellos en el Templo Maldito, en Kioto. Fue el segundo personaje que aceptó a Rin por su verdadera identidad. Tiene una obsesión por las mujeres pero le aterran los insectos. Su color de cabello original es negro, pero se lo tiñó de rosa para disgusto de su padre. Lleva un K'rik para luchar como sus hermanos. Su sueño es convertirse en un Meister en Aria. Su fuerza en combate no es mayor que la de sus compañeros, pero ha demostrado ser bueno con los amuletos y conjuros.
Konekomaru Miwa (三輪 子猫丸 Miwa Konekomaru?)
Seiyū: Yūki Kaji, Mona Marshall (Inglés), Óscar de la Rosa (español latino)
Konekomaru es una persona tímida pero brillante, capaz de crear estrategias complejas en un corto período de tiempo. Es muy leal a Ryuji y Renzou, ya que crecieron juntos en el mismo templo en Kioto. Es bueno con todos los otros estudiantes, a excepción de Rin hasta hace poco tiempo, ya que la existencia de Rin amenaza al templo. Es huérfano y es el cabeza de sobrevivientes de la familia de Miwa. Su plan para el futuro es convertirse en un Meister en Aria.
Shura Kirigakure (霧隠 シュラ Kirigakure Shura?)
Seiyū: Rina Satō, Wendee Lee (Inglés), Carla Castañeda (español latino)
Shura es una exorcista superior de primera clase y además mentora de Rin, quien se formó bajo la tutela de Shirō Fujimoto. Tiene el meister de Caballero y puede sacar una espada de un símbolo de su pecho recitando un ritual. Es conocida por sus grandes pechos y por ser despreocupada en su trabajo, además de beber y dormir en exceso. Al parecer esconde un pasado oscuro ya que dijo que Shirō "vino y la rescató". Su espada le permite enfrentarse con demonios de un nivel superior como Amaimon, y ha sido descrita como una espada demoniaca igual a la de Rin. Al principio le quita la espada a Rin y le proporciona un entrenamiento para controlar sus llamas azules, este suceso ayudó a afianzar los lazos de amistad entre ambos.
Mephisto Pheles (メフィスト・フェレス Mefisuto Feresu?)
Seiyū: Hiroshi Kamiya, Sam Riegel (Inglés), Igor Cruz (español latino)
Verdaderamente llamado "Samael" es el director de la escuela Cruz Verdadera y también un exorcista. Cuando murió Fujimoto se le encargó acabar con Rin pero la propuesta que este le hizo le convenció y aceptó a hacer de este un exorcista. Se da a entender que tanto él como su hermano Amaimon son hijos de Satanás, haciéndolos medio-hermanos de Rin Okumura, él es muy poderoso ya que es un caballero honorario, rango que está dos clases por debajo del paladín. Al igual que su hermano se puede transformar (Amaimon en un pequeño hámster verde) en un pequeño perro contando del uno al tres en alemán (Eins, Zwei, Drei!).

### Secundarios
Shirō Fujimoto (藤本 獅郎 Fujimoto Shirō?)
Seiyū: Keiji Fujiwara (primera temporada), Hiroaki Hirata (Kyoto Fujōō Hen), Kirk Thornton (Inglés), Germán Fabregat (español latino)
Fujimoto fue el protector de Rin y Yukio. Era considerado el exorcista de más alto rango del mundo. También era el único humano capaz de soportar una posesión por parte de Satán, por lo que este trataba de poseerlo constantemente, pero no lo lograba debido a su fuerza de voluntad. Finalmente Satán lo posee, debido a unas palabras dichas por Rin, y acaba por suicidarse para evitar la completa posesión. Fue Aria, Dragón, Tamer, Knight y Doctor. Es uno de los pocos paladines, el rango más alto de los exorcistas.
Amaimon (アマイモン Amaimon?)
Seiyū: Tetsuya Kakihara, Darrel Guilbeau (Inglés), Arturo Castañeda (español latino)
Amaimon, también conocido como el "Rey de la Tierra", es un hijo de Satanás. A diferencia de su padre y Mephisto, él no tiene interés en Rin, y tal como dicen tiene control de la Tierra. Hace cumplir las órdenes que le da Mephisto. Durante el juicio de Rin este ataca el ministerio central con sus mascotas, también portando la forma de un demonio, posteriormente al llegar a la sala de juicio se le ve como un gigante de piedra estando su verdadera forma saliendo de su ojo izquierdo. Se creyó que fue asesinado por Rin en este enfrentamiento, sin embargo, posteriormente se le ve a Mephisto un hámster de color verde en el hombro el cual es Amaimon pero en su transformación de animal.
Igor Negaus (イゴール・ネイガウス Igōru Neigausu?)
Seiyū: Ryōtarō Okiayu, Patrick Seitz (Inglés), Carlos Segundo (español latino)
Igor es un exorcista de alto nivel que ejerce funciones en la academia como lector, ostentando diversos rangos de gran importancia dentro de la misma. Odia con todas sus fuerzas a Satanás debido a que por su culpa perdió su ojo derecho y a toda su familia en la Noche Azul. Posee gran conocimiento de las artes tamer gracias a los tatuajes que tiene en ambos brazos. Es sumamente leal a Mephisto por lo que cuando intenta atacar a Rin, se detiene en sus intenciones.
Arthur Augusto Angel (アーサー・オーギュスト・エ Āsā Ōgusuto E?)
Seiyū: Daisuke Ono, David Vincent (Inglés), por confirmar (español latino)
Es el nuevo paladín tras la muerte de Fujimoto. Le ordenan interrogar a Mephisto y juzgar a Rin, utiliza la espada Caliburn para sus peleas. Le da una oportunidad a Rin para que demuestre en seis meses que puede ser un exorcista de verdad.

## Contenido de la obra

### Manga
Escrito e ilustrado por Kazue Katō, el manga ha sido serializado en la revista Jump Square desde abril de 2009. El primer volumen tankōbon fue publicado el 4 de agosto de 2009 y hasta la fecha cuenta con un total de treinta y dos volúmenes. Un one-shot, titulado Miyama-Uguisu Yashika Jiken, fue publicado en septiembre de 2008, siendo el predecesor de la serie.
Viz Media ha licenciado el manga en Estados Unidos, publicando el primer volumen el 5 de abril de 2011. Hasta la fecha, se han publicado veintisiete volúmenes. También ha sido licenciado en Francia por Kazé, en 2010, y en Polonia por Waneko.

### Anime
Una adaptación del manga a serie de anime fue anunciada el 27 de noviembre de 2010 en el sitio web oficial de Jump SQ de Shueisha. El anime fue producido por A-1 Pictures con Hitoshi Okamura como el productor. Originalmente, esta se comenzó a emitir el 17 de abril de 2011. Este finalizó el 2 de octubre del mismo año. Su primer opening es "Core Pride" interpretado por UVERworld, mientras que el segundo es "In My World" interpretado por ROOKiEZ is PUNK'D. Su primer ending es "Take Off" interpretado por 2PM, mientras que el segundo es "Wired Life" interpretado por Meisa Kuroki. Además una OVA fue lanzada en 2011, con el título de Ao No Exorcist: Kuro no Iede.
Luego de seis años una segunda temporada, titulada Ao no Exorcist: Kyoto Fujouou-hen, fue anunciada en junio de 2016 y se estrenó el 7 de enero de 2017. Koichi Hatsumi es el director, con Toshiya Ōno como escritor, Keigo Sasaki como diseñador de personajes, y Hiroyuki Sawano y Kohta Yamamoto como compositores. A-1 Pictures regresa a producir la animación. El tema de apertura es "Itteki no Eikyō" (一滴の影響?) interpretado por UVERworld, mientras que el de cierre es "Kono Te de" (コノ手デ?) interpretado por Rin Akatsuki. Esta segunda temporada se encuentra licenciada en Norteamérica por Aniplex of America y en países de habla francesa y alemana por VIZ Media Europe.
En diciembre de 2022, se anunció que la serie recibiría otra adaptación al anime. Más tarde se reveló que se titularía Ao no Exorcist: Shimane Keimei Kessha-hen, y adaptará los volúmenes 10 al 15 del manga original. La serie está producida por Studio VOLN y dirigida por Daisuke Yoshida, con guiones escritos por Toshiya Ōno, diseños de personajes a cargo de Yurie Oohigashi y música compuesta por Hiroyuki Sawano y Kohta Yamamoto. Se estrenó el 7 de enero de 2024 en Tokyo MX y otras cadenas.
En marzo de 2024, en el evento AnimeJapan 2024, se anunció que una cuarta temporada. En julio de 2024, se anunció que el personal de Shimane Keimei Kessha-hen regresará para la temporada y que la temporada durará dos cursos; el primer curso, subtitulado Ao no Exorcist: Yuki no Hate-hen, se estrenó el 6 de octubre de 2024, y el segundo curso, subtitulado Ao no Exorcist: Yosuga-hen, se estrenará en enero de 2025.
El 27 de febrero de 2025, la primera temporada de la serie tuvo un doblaje en español latino, el cual fue estrenado por Crunchyroll.

### Novela ligera
Una novela ligera titulada Ao no Exorcist: Spy Game fue publicada el 27 de febrero de 2017.

## Recepción
El 17.º tomo fue el 5.º manga más vendido en Japón en julio de 2016, con 468.545 copias. Durante el período comprendido entre el 23 de noviembre de 2015 y el 20 de noviembre de 2016, los 16.º y 17.º tomos estuvieron entre los 60 más vendidos de Japón, con 607.096 y 535.244 copias vendidas, respectivamente. A fecha de diciembre de 2022, había más de veinticinco millones de copias de Blue Exorcist en circulación.
El 18.º tomo fue el 3.º más vendido en su semana de lanzamiento, con 133.736 copias, y el cuarto más vendido en todo enero de 2017, llegando a venderse 345.932 copias.